# 도서관 고양이

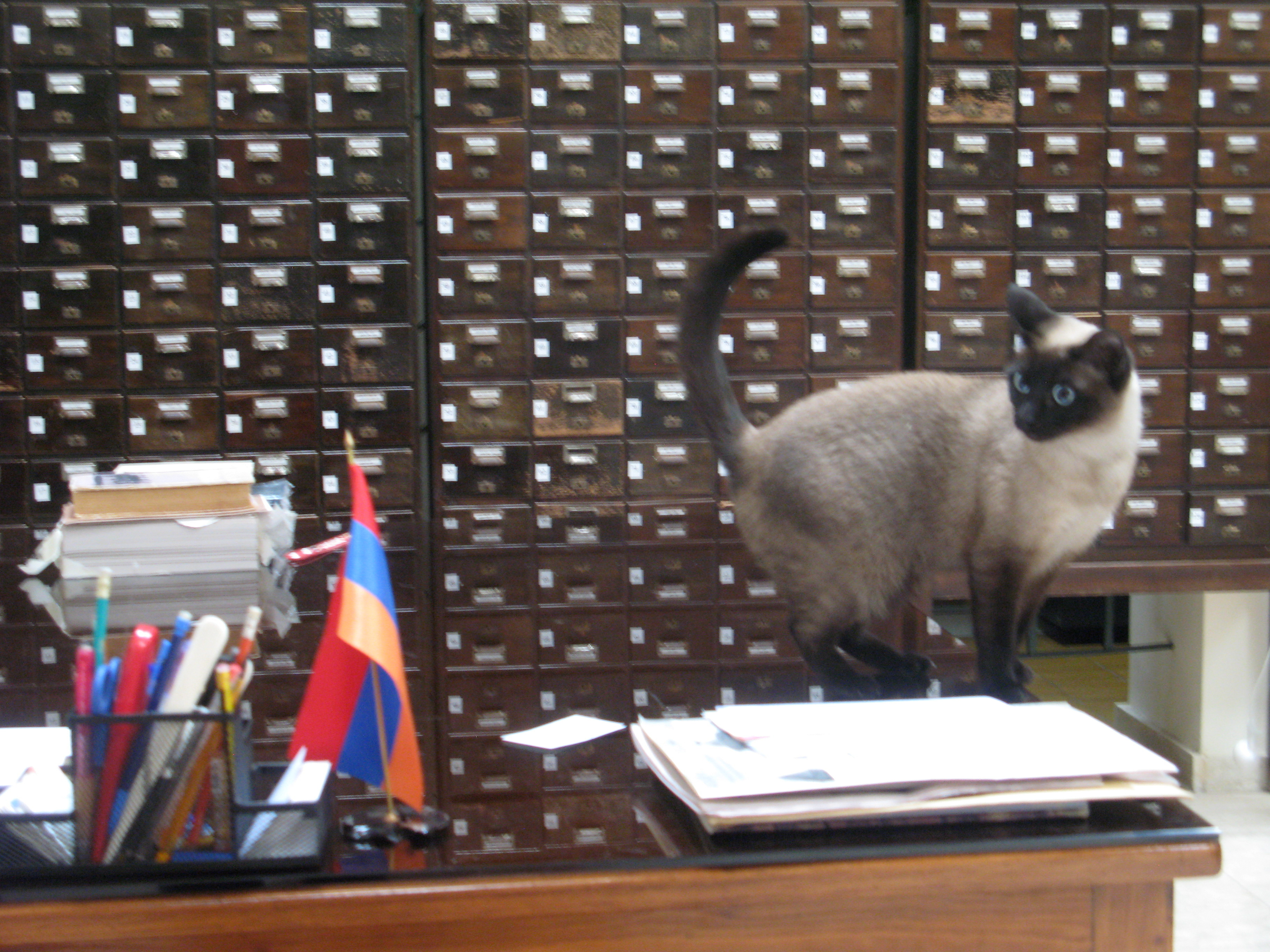
예루살렘 아르메니아 지구 굴벤키안 도서관의 도서관 고양이

도서관 고양이(Library cat)는 전 세계 공공 도서관에 사는 길들여진 고양이이다. 고양이와 도서관의 관계는 중세부터 현재까지 계속되어왔다.
현대의 도서관 고양이는 영화와 문학에도 때때로 등장한다.

## 역사
고양이와 도서관의 관계는 수 세기의 역사를 갖는다. 중세의 수도원 기록에 따르면 고양이는 귀중한 종이 문서들을 갉아 먹어 훼손시키는 쥐를 없애기 위해 길러졌다고 전해진다.

## 현대의 사례
1745년, 러시아 황후 엘리자베스는 고양이를 자신의 궁정으로 데려오라는 명령을 내렸다. 이 고양이들의 후손들은 현재 국립 에르미타주 박물관에 살고 있다. 19세기 영국 정부는 설치류로부터 책을 보호하기 위해 고양이를 이용하는 도서관에게 상을 내렸다.
도서관 고양이는 책과 영화의 캐릭터로 등장했으며, 소속 기관 앞의 고양이 석상은 불멸을 상징했고, 일부는 이사회에서 직책을 맡았다. 많은 고양이들이 마케팅 및 홍보의 역할을 충실히 하며, 또 이를 즐긴다.
도서관과 고양이 사이의 관계는 때때로 논란이 있다. 한 사례로, 알레르기가 있는 후원자들이 미국 장애인법 위반을 주장하였고, 이에 도서관에서 고양이를 제거하려는 시도가 있었다. 도서관 고양이가 뉴욕 푸트남 밸리에 있는 기관에서 제거되었을 때, 그 기관은 재정적인 어려움을 겪었다. 커뮤니티의 두 회원은 이 결정에 대해 매우 화가 나서 그들의 유언에서 도서관에 대한 유증을 삭제했고, 이로 인해 8만 달러의 수익 손실을 초래했다.
현재는 없어진 조직인 Library Cat Society는 도서관 고양이 체계를 확립하기 위해 1987년에 설립되었다. 이 협회에는 고양이에 대한 정보를 교환하고 고양이에 대한 뉴스레터를 발행하는 수십 개의 회원 도서관이 포함되었다.
한 에세이인 Cats, Librarians, and Libraries: Essays for and About the Library Cat Society는 이 관계에 대해 탐구했다. 도서관 고양이의 삶은 다큐멘터리 Puss in Books: Adventures of the Library Cat의 작가인 Gary Roma에 의해 연구되었다. 그의 웹사이트에 따르면 전 세계적으로 800마리 이상의 도서관 고양이 카탈로그가 있다.
또한 도서관 고양이는 미국 전역의 독립 서점에서 흔히 볼 수 있다.

## 이익
도서관 고양이는 고객과 친구가 되고 사서의 친구가 되어주며 독서 및 문맹 퇴치 프로그램에 영감을 주는 데 사용되었다. 고양이는 마케팅 캠페인에도 유용할 수 있으며 특히 소셜 미디어에서 도서관 홍보에 자주 사용된다. 고양이의 존재는 편안한 환경을 조성하고 고객과 사서 모두에게 일상적인 스트레스를 완화할 수 있으며, 일반적으로 개와 같은 다른 동물이 만드는 큰 소음과 같은 방해 요소가 없다. 고양이의 독립적인 성격 때문에 유지 관리가 많이 필요하지 않기에 도서관의 환경에도 적합하다.

## 유명한 예시
Dewey Readmore Books는 가장 유명한 도서관 고양이 중 하나이다. 그는 19년 동안 아이오와의 스펜서 공립 도서관에서 살았다. 그의 사후에 그에 관한 책이 출판되었고, 나중에는 여러 권의 책에 실렸다.

## 같이 보기
- 동물 매개 치료
- 인간동물학
- 함재묘

## 추가 문헌
- Pacini, Daniela (Summer 2009). "Breaking Down Barriers: Dogs and Cats in Public Libraries" 보관됨 2017-06-09 - 웨이백 머신. Faculty of Information Quarterly (University of Toronto) 1 (3). ISSN 1925-9107.
- Stevens, Norman D. (2004). "Myeo: the First Library Cat" (satirical). Molesworth Institute. (University of Connecticut). Paper 48.